# María del Socorro Flores Liera
María del Socorro Flores Liera est une avocate et diplomate mexicaine née le 15 septembre 1965 à Mexico. Elle est élue juge (en) à la Cour pénale internationale le 22 décembre 2020, pour la période 2021-2030.